# Coenonympha sunbecca
Coenonympha sunbecca är en fjärilsart som beskrevs av Eduard Friedrich Eversmann 1843. Coenonympha sunbecca ingår i släktet Coenonympha och familjen praktfjärilar. Inga underarter finns listade i Catalogue of Life.